# Raymonde Moulin
Pour les articles homonymes, voir Moulin.
Raymonde Moulin, née le 19 février 1924 à Moulins et morte le 9 août 2019 à Paris, est une sociologue et historienne de l'art française.

## Biographie
Raymonde Moulin est la fille d'un receveur des postes qui était conseiller municipal de son village.
En 1949, elle est titulaire de l'agrégation féminine d'histoire. En 1957, elle travaille au CNRS. En 1965, elle soutient sa thèse sur le marché de l'art, sujet suggéré par Raymond Aron. Raymond Barre préside le jury. Sa thèse portant le titre Le Marché de la peinture en France est publiée aux éditions de Minuit en 1967.
Spécialiste de la sociologie de l'art, elle fonde en 1983 le Centre de sociologie de l'art, renommée l'année suivante Centre de sociologie du travail et des arts. De 1985 à 1992, elle est directrice d'études à l'École des hautes études en sciences sociales (EHESS). De 1993 à 1998, elle est directrice de la publication de la Revue française de sociologie. Elle préside aussi la Société française de sociologie de 1984 à 1987.
Ses travaux sur le marché de l'art, et notamment sur la distinction entre art contemporain et art classé, sont considérés comme pionniers.
Elle a été la compagne puis l'épouse de Pierre Carlo, cadre de l'industrie pharmaceutique.

## Publications
- Le Marché de la peinture en France (Minuit, 1967).
- Les Architectes. Métamorphose d'une profession libérale (avec Françoise Dubost et al), Calmann-Lévy, 1973
- L'Artiste, l'institution et le marché (Flammarion, 1992).
- De la valeur de l'art (Flammarion, 1995).
- Sociologie de l'art (L'Harmattan, 1999).
- Le Marché de l'art. Mondialisation et nouvelles technologies (Flammarion, 2000).

## Documentation
Ses archives sont déposées à l'Institut national d'histoire de l'art.